# I'billin
I´billin (en hebreo: אעבלין, Ibillin) es un concejo local israelí en el distrito Norte de Israel, cerca del poblado de Shefa-'Amr. El poblado fue declarado un concejo local en 1960. El municipio tiene un área de unos 18,000 dunams. Es una de las ciudades israelíes con una gran proporción de cristianos, un 43% de la población.

## Historia

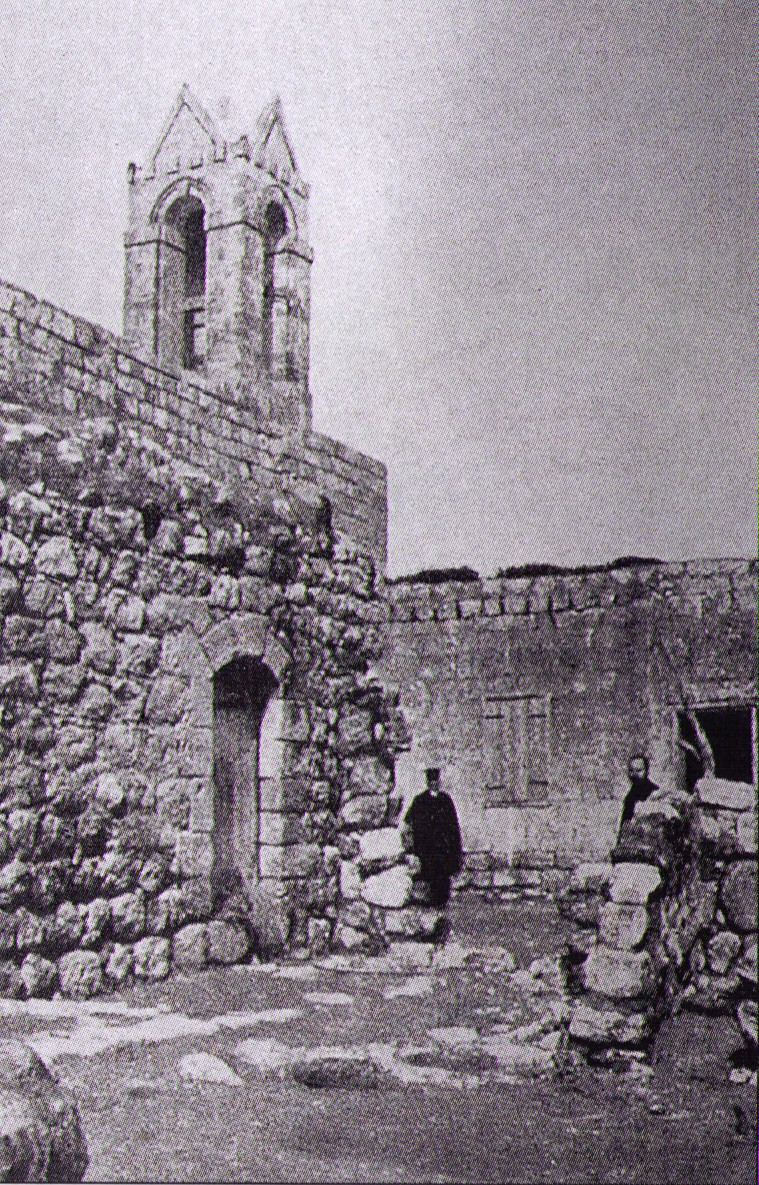
Iglesia de Abellin

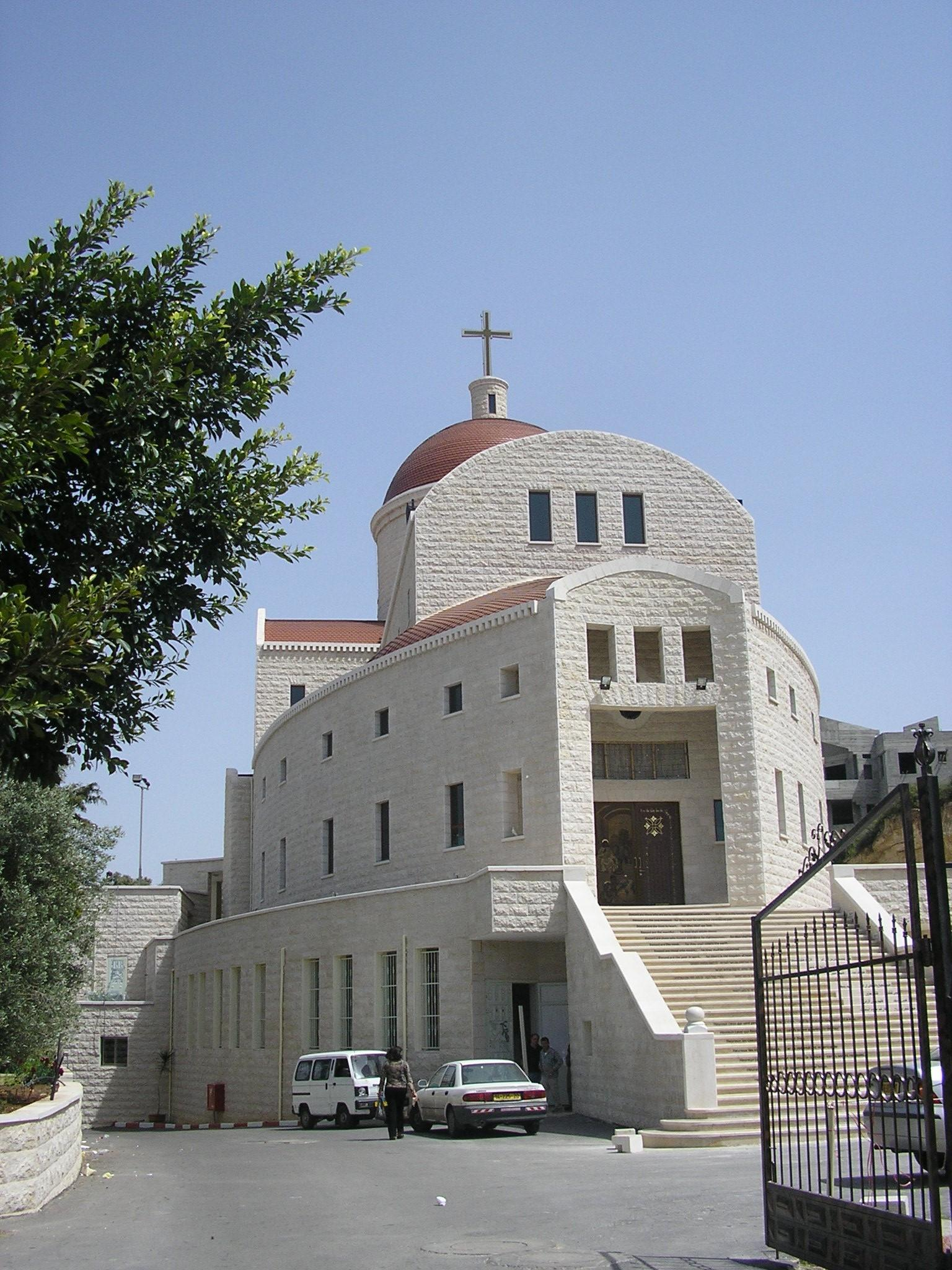
Iglesia melkita

Excavaciones arqueológicas en la centro del poblado indican que el sitio ha sido poblado sin disrupción desde la edad de Hierro (siglo IX antes de cristo hasta la invasión musulmana en el siglo XIV).

## Educación
En 1965 Abuna Elias Chacour, un israelí cristiano del pueblo de Kafr Bir'im y posterior Arzobispo de Galilea, fundó una escuela abierta a todos los niños, sin importar la religión. Este proyecto se convertiría en el grupo Mar Elias, un complejo educativo que incluye jardín de infancia, escuela primaria, secundaria y universidad. El mismo se localiza en Jabal al-Ghoul (Colina de los demonios), en propiedad de la iglesia Melkita. Actualmente la colina se denomina Jabal al-Nour (Colina de la Luzt).[24]
La "Universidad de Mar Elías" se estableció en el año 2003, pero no tiene reconocimiento oficial de universidad. Sin embargo, el concejo superior de educación de Israel lo reconoce como un campo operado como rama de la Universidad de Indianapolis en los Estados Unidos de América.